# Гибель эскадры (пьеса)
«Гибель эскадры» — героическая драма 1933 года в трёх действиях, семи картинах украинского советского драматурга Александра Евдокимовича Корнейчука.

## Сюжет
В основу произведения положены действительные события. Летом 1918 года вследствие подписания Брестского мира в Новороссийске в Цемесской бухте революционные моряки, выполняя приказ В. И. Ленина, потопили эскадру Черноморского флота, которую пытались захватить войска империалистической Германии.
В трактовке 1930-х гг. пьеса стремилась закрепить прошлое как проекцию революции. В спектаклях преобладала героически-революционная сущность черноморцев и их «второй Родины» Севастополя. Но после политических реформ 1950—1960-х гг. театральные постановки обратились к внутреннему миру человека. Уничтожение флота воспринималось не только как один из эпизодов Гражданской войны, но и как трагедия людей, на глазах у которых гибло все, что составляло важную часть их жизни.

## Действующие лица
- Артём Максимович — комиссар,
- Стрыжень,
- Гайдай,
- Оксана,
- Лейтенант Корн,
- Мичман Кнорис,
- Боцман Бухта,
- Фрегат, Паллада — кочегары,
- Нагар,
- Георгинов,
- Балтиец,
- Юнга,
- Радист,
- Комитетчики,
- Представители миноносцев, моряки,
- Адмирал Гранатов,
- Кобаха — полковник Центральной рады,
- Командир флагмана,
- Офицеры.

## Театральные постановки
- 25 сентября 1933 года в Одесском украинском театре им. Октябрьской Революции
- 29 ноября 1933 г. — театр «Березиль» (ныне Харьковский театр им. Шевченко)
- 11 мая 1934 г. — Центральный театр Красной Армии

## Награды
- Вторая премия Всесоюзном конкурсе на лучшую советскую пьесу (1933/1934).